# Erbhof und Armenhaus

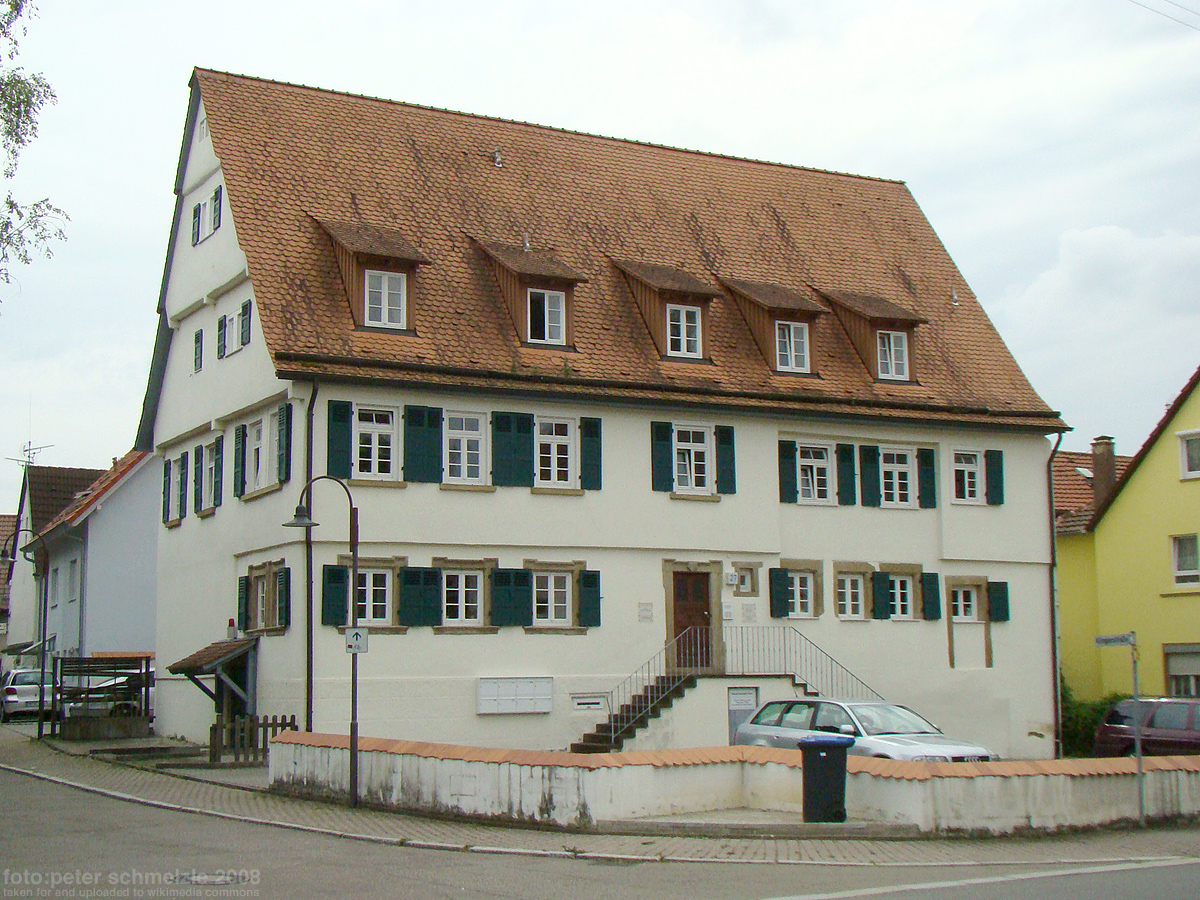
Erbhof in Heilbronn-Sontheim

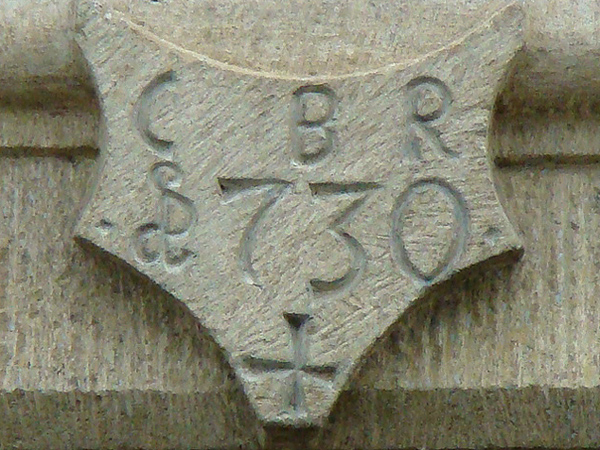
Datierung am Portal

Das Gebäude des Erbhofes und Armenhauses ist ein Profanbau. Es befindet sich an der Horkheimer Straße 27 im Heilbronner Stadtteil Sontheim und ist ein geschütztes Kulturdenkmal.

## Beschreibung
Erstmals erwähnt wird das Gebäude im Jahre 1600. Im Jahre 1730 wurde das Eigentum über das Gebäude geteilt. Der Ostteil verblieb ein Erbbauernhof und wurde Eigentum des Deutschen Ordens, der seit dem Mittelalter die Grundherrschaft in Sontheim ausübte. Der Westteil gelangte in Gemeindebesitz und wurde Gemeindearmenhaus. Heute ist es ein Wohnhaus mit Gaststätte.
Das Gebäude ist ein zweigeschossiger Putzbau mit Vorkragungen auf der traufständigen Seite des Fachwerkhauses und mit Gewänden der Türen und Fenster im Stil des Barocks.